# سبیر
سبیر (به لاتین: Sběř) یک منطقهٔ مسکونی در جمهوری چک است که در شهرستان ییچین واقع شده‌است.